# À la recherche de l'Ultra-Sex
À la recherche de l'Ultra-Sex is een Franse komediefilm uit 2014 geregisseerd door Nicolas & Bruno. De film bestaat uit meerdere bij elkaar gemonteerde clips uit oude pornografische films waar een komische nasynchronisatie overheen gezet is. De film ging in November 2014 in première in het Palais de Tokyo in Parijs.

## Plot
Een pandemie besmet overal mensen met oneindige lust, en de enigen die ons kunnen redden zijn een groep astronauten in de ruimte die wanhopig op zoek zijn naar een oplossing.